# Лихоборская набережная
Лихобо́рская на́бережная (название утверждено в 1966 году) — улица в Москве, набережная по реке Лихоборке, расположена в Головинском районе (Северный административный округ). Начинается от Онежской улицы, заканчивается тупиком близ железнодорожной платформы Лихоборы. Примыкают: улица Войкова, 4-й Лихачёвский переулок, Автомоторная улица.
Это название было присвоено сразу двум набережным, лежащим как по правому, так и по левому берегу реки.

## Транспорт
- Станции МЦК Коптево и Лихоборы.
- Автобусы № 22, 65, 65к, 72, 123, 139, 595.
- Железнодорожные платформы Лихоборы и Моссельмаш.